# Walter Bussmann (Skisportler)
Walter Bussmann (* 20. Oktober 1904; † 11. Februar 1957 in Luzern) war ein Schweizer Skisportler.
Bussmann belegte bei den Olympischen Winterspielen im Februar 1928 in St. Moritz jeweils den 15. Platz über 18 km und 50 km. Bei den Nordischen Skiweltmeisterschaften 1929 in Zakopane lief er auf den 11. Platz über 50 km und auf den zehnten Rang über 18 km. Im Jahr 1930 wurde er Schweizer Skimeister und belegte bei den Nordischen Skiweltmeisterschaften in Oslo als bester Mitteleuropäer den 35. Platz über 17 km. Er beendete im selben Jahr seine Karriere als Skilangläufer und arbeitete als Adjunkt der städtischen Baudirektion in Luzern.